# Eogaleus
Eogaleus bolcensis
Genre
Espèce
Eogaleus est un genre fossile de chondrichthyens (Chondrichthyes) ou poissons cartilagineux, des requins de l'ordre des Carcharhiniformes et de la famille des Carcharhinidae, un taxon qui aujourd'hui comprend essentiellement des requins de récifs coralliens, comme le requin à pointes noires (Carcharhinus melanopterus),,,,.
Une seule espèce est attribuée à ce genre : Eogaleus bolcensis, décrite en 1975 par H. Cappetta.

## Classification
La validité du genre et son attribution à la famille des Carcharhinidae ont été confirmées lors d'une étude de nouveaux spécimens et de dents isolées en 2018. Une analyse qui a aussi confirmé la distinction entre Eogaleus bolcensis et le requin sympatrique du Monte Bolca, le triakidé Galeorhinus cuvieri.

### Découverte et datation
Les fossiles d'Eogaleus, bien préservés, ne sont connus que sur le célèbre site paléontologique (Lagerstätte) du Monte Bolca sur la zone dite de « Pesciara », en Vénétie (Italie). Eogaleus bolcensis a vécu dans les mers tropicales de l'océan Téthys, précurseur de la Méditerranée, au cours de l'Éocène inférieur (Yprésien), il y a environ entre 49 et 48,5 Ma (millions d'années),. 
L'environnement péri-récifal tropical de l'Éocène du Monte Bolca est sous influence à la fois côtière et de mer ouverte. Dans cet environnement, les fossiles ont été préservés dans des sédiments calcaires laminés, déposés dans une dépression à faible énergie, sous un environnement anoxique.

## Description
C'est un requin de petite taille ; les trois spécimens fossiles mesurés par Giuseppe Marramà et ses collègues en 2018 ont une longueur totale entre 1,20 et 1,40 mètre, dont 32 à 34 centimètres pour la nageoire caudale. Son corps est assez allongé et mince, tandis que sa tête est massive avec un museau arrondi. Il est couvert d'écailles placoïdes, des « denticules dermiques » en forme de coquilles. Sa bouche est en position ventrale, elle porte des dents agrippantes et coupantes placées par rangées de 30.
Il possède deux petites nageoires dorsales triangulaires à l'arrière du corps. La nageoire caudale est probablement équipée d'un grand lobe supérieur. Les nageoires pectorales sont longues et de forme triangulaire.
Il est caractérisé par un nombre de vertèbres relativement réduit, entre 135 et 153, un nombre nettement inférieur à celui des carcharhinidés actuels qui en possèdent généralement entre 150 et 250.

## Paléobiologie
La taille assez modeste de l'animal et la morphologie de ses denticules dermiques suggèrent que ce petit prédateur prospérait dans un environnement tropical marin de faible profondeur, compatible avec les autres données du paléobiote du Monte Bolca.
Il vivait avec au moins trois autres requins :
Des Carcharhinidae :
- † Galeorhinus cuvieri[5] (ou Physogaleus cuvieri[3]) ;
- † Alopiopsis plejodon[3].

Un Odontaspididae :
- † Brachycarcharias lerichei, connu par quelques dents[5].

Ces requins ont comme particularité d'être de petite taille, ou de n'être représentés que par des fossiles d'individus juvéniles. Ceci indiquerait un milieu où des espèces juvéniles et de petite taille auraient un avantage concurrentiel pour avoir accès à des niches trophiques et à des ressources alimentaires relativement exemptes de concurrents, non accessibles pour les plus grands prédateurs.
Le paléobiotope du Monte Bolca, qui abritait des milieux peu profonds et riches en petits poissons (Clupeiformes), fournissait un environnement tout à fait favorable à l'abondance de ces petits requins.